# Skräckens klassiker
Skräckens klassiker är en bokserie med skräcklitteraturens klassiker från Delta förlag som utkom åren 1974-1978.
| Nr | Titel                                                         | Författare                  | År   |
| -- | ------------------------------------------------------------- | --------------------------- | ---- |
| 1  | Frankenstein                                                  | Mary Wollstonecraft Shelley | 1974 |
| 2  | Djävulselixiret: kapucinermunken Medardus efterlämnade papper | E.T.A. Hoffmann             | 1974 |
| 3  | Gengångaren                                                   | H. P. Lovecraft             | 1975 |
| 4  | Doktor Moreaus ö                                              | H. G. Wells                 | 1976 |
| 5  | Varulven                                                      | Alexandre Dumas d.ä.        | 1976 |
| 6  | Vrånghetens demon och andra noveller                          | Edgar Allan Poe             | 1978 |
| 7  | Munken                                                        | Matthew G. Lewis            | 1978 |